# 加達格縣

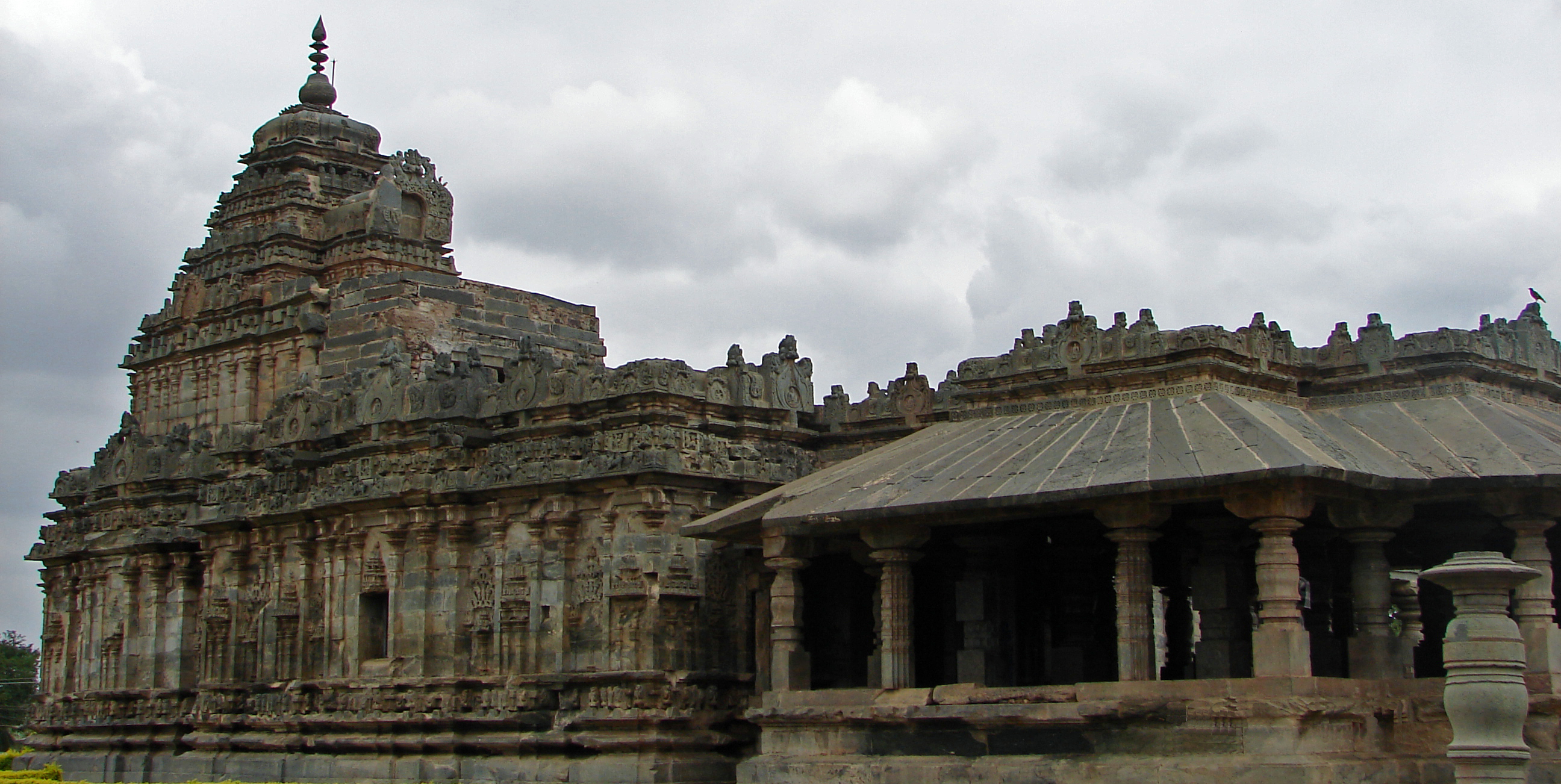

加達格縣（Gadag district）是印度卡納塔克邦的一個縣，位於該國西南部，面積4,656平方公里，每年平均降雨量631毫米，識字率為66.1%，2001年人口971,835，人口密度每平方公里209人。
| \| \| 卡纳塔克邦行政区划 \| |                    |
| 查马拉贾纳加尔县\| 南卡纳达县 \| 巴加尔果特县 \| 班加罗尔市区县 \| 班加罗尔乡村县 \| 贝尔高姆县 \| 贝拉里县 \| 比德尔县 \| 比贾布尔县 \| 奇克马加卢尔县 \| 奇特拉杜尔加县 \| 达文盖雷县 \| 达尔瓦德县 \| 加达格县 \| 古尔伯加县 \| 哈桑县 \| 哈韦里县 \| 果达古县 \| 果拉尔县 \| 戈伯尔县 \| 曼迪亚县 \| 迈索尔县 \| 赖久尔县 \| 希莫加县 \| 杜姆古尔县 \| 乌杜皮县 \| 北卡纳达县 \| |                    |
| 参考： 卡纳塔克邦 - 印度行政区划 |                    |
| | 卡纳塔克邦行政区划 |